# Kōdō
Il Kōdō (香道?) (in italiano "Via dell'Incenso") è l'arte giapponese di apprezzare l'incenso, attraverso una struttura di comportamento codificata nel XIV secolo. Il Kodo comprende tutti gli aspetti del processo dell'incenso, dagli strumenti (kōdōgu (香道具?)) - che, proprio come gli strumenti del cha no yu, sono considerati arte- ad attività quali i giochi di confronti fra incensi chiamato Kumiko (組香?) e genjikō (源氏香?). Il Kodo è considerato come una delle tre arti classiche giapponesi di raffinatezza (Kado o Ikebana per la composizione floreale, Kodo per l'incenso, e Chado per il tè), ma è relativamente poco conosciuta tra i giapponesi moderni.